# Parti conscience universelle
Le Parti conscience universelle a été fondé en mai 2005 par des femmes de Mont-Laurier dans les Laurentides. La chef du parti était Aline Lafond. Contrairement aux autres partis politiques, le Parti conscience universelle ne cherchait pas à prendre le pouvoir, mais voulait donner à la population une conscience écologique. Bien qu'il ait démenti son orientation féministe, le parti identifiait dans le genre masculin la source de plusieurs problèmes sociaux (gangs de rues, non-respect du protocole de Kyoto, etc.). Le parti n'a pas présenté de candidat aux élections générales de 2007. Il a perdu son autorisation du DGEQ en 2007.

## Chef du parti
- Aline Lafond (2005-2007)